# 地球頌
地球頌（日語：アドマイヤテラ），是日本現役純種競賽馬匹。目前主要勝利有2025年目黑紀念。

## 出賽前
2021年2月7日出生於北海道安平町北部牧場，成長途中被馬主近藤旬子購入。
其後交由栗東訓練中心練馬師友道康夫訓練。

## 競賽生涯

### 2歲
2023年11月19日出戰京都競馬場2歲新馬戰，原定由客串的騎師莫雅策騎，但於對方早前受傷下改由川田將雅執繮。比賽開始後，其保持在先頭約莫第三的位置展開推進，在直路想瞬間突圍下最終以1 3/4馬位優勢取得首勝。

### 3歲
2024年1月7日出戰3歲一捷馬戰，比賽初段維持在後方附近，在第三彎道處開始加速上前下取得領先，在直路想繼續加速衝刺下拉開後方2 1/2馬位取勝。
3月16日出戰若葉錦標以皋月賞作為目標，本次比賽仍然保持在後方位置，但於直路上未能迫近前方對手下僅跑獲第四。
其後將目標改為東京優駿（日本打吡）並出戰京都新聞盃，選擇居中戰術下在第三彎道至第四彎道中間開始變奏上前，但最終未能保持走勢下被六月豪取、西方現今及Veloce Era超越取得第四。
稍為休養過後在7月復出出戰阿寒湖特別，保持在中團位置下於直路奮力加速迫近前方，但最終被同樣位置衝出的Aster Bugie超越以第二落敗。
9月出戰茶臼山高原特別，改變策略下在先頭第三、四附近逐步推進，一直維持在有利位置下於直路開始衝出，最終成功抵擋奈村可敬的追擊以2馬位優勢取勝。
其後乘勢出戰菊花賞，賽前因戰績較為平凡僅取得第七人氣。比賽開始後，其選擇在中後方位置等待時機，以較緩慢的步速在遮擋狀態中推進，但在第二圈對面直路開始變奏上前，第第三彎道處取得領先。進入直路後，其仍然在最前方位置堅守優勢，可惜最終被衝出的名城潮流及拯救者超越，以第三的戰績完賽。

### 4歲
2025年在休養充足後於4月復出出戰大阪漢堡盃，比賽途中一直處於第三的位置下在直路想逐步展開加速，一舉衝出蠶食對手之下在200米處經已取得領先，最終成功壓贏追擊的王者再臨取得冠軍。
6月1日以目黑紀念作為目標，本次比賽仍然選擇留守中團的戰術，在最後彎道開始加速取位。進入直路後，其順利在中內檔位置展開加速，最終成功在和贊詠的纏鬥中透出，取得首個分級賽冠軍，同時亦令騎師武豐連續39年贏得分級賽優勝。

### 詳細賽績
| 日期       | 舉辦國家 | 馬場 | 距離   | 級別 | 賽事名稱       | 負重 | 騎師     | 馬號 | 出馬 | 名次 | 時間   | 頭馬（二馬）     |
| ---------- | -------- | ---- | ------ | ---- | -------------- | ---- | -------- | ---- | ---- | ---- | ------ | ---------------- |
| 19/11/2023 | 日本     | 京都 | 草2000 |      | 2歲新馬        | 56   | 川田將雅 | 7    | 5    | 1    | 2:03.3 | （Win Liberale） |
| 7/1/2024   | 日本     | 京都 | 草2000 |      | 3歲一捷馬戰    | 57   | 川田將雅 | 9    | 2    | 1    | 2:02.8 | （奈村安好）     |
| 16/3/2024  | 日本     | 阪神 | 草2000 | L    | 若葉錦標       | 57   | 岩田望來 | 9    | 10   | 4    | 2:00.0 | 跑車男兒         |
| 4/5/2024   | 日本     | 京都 | 草2200 | GII  | 京都新聞盃     | 57   | 杜滿萊   | 15   | 14   | 4    | 2:11.7 | 六月豪取         |
| 28/7/2024  | 日本     | 札幌 | 草2600 |      | 阿寒湖特別     | 55   | 李慕華   | 12   | 7    | 2    | 2:41.0 | Aster Bugie      |
| 15/9/2024  | 日本     | 中京 | 草2200 |      | 茶臼山高原特別 | 55   | 李慕華   | 10   | 2    | 1    | 2:12.4 | （奈村可敬）     |
| 20/10/2024 | 日本     | 京都 | 草3000 | GI   | 菊花賞         | 57   | 武豐     | 18   | 17   | 3    | 3:04.5 | 名城潮流         |
| 13/4/2025  | 日本     | 阪神 | 草2600 | OP   | 大阪漢堡盃     | 56   | 武豐     | 11   | 1    | 1    | 2:39.8 | （王者再臨）     |
| 1/6/2025   | 日本     | 東京 | 草2500 | GII  | 目黑紀念       | 57.5 | 武豐     | 18   | 10   | 1    | 2:32.9 | （贊詠）         |

## 血統簡介
父系金之霸為日本賽駒，生涯戰績優秀，曾勝出一級賽東京優駿（日本打吡）及秋季天皇賞。祖父夏威夷王爲日本賽駒，生涯戰績極爲優秀，僅得一戰未能獲勝，曾勝出一級賽NHK一哩賽及東京優駿，爲日本史上首匹贏得變則二冠的賽駒。
母系Admire Miyabi為日本賽駒，生涯戰績不俗，曾勝出三級賽皇后盃及於優駿牝馬（日本橡樹大賽）跑獲季軍。外祖父真心呼喚亦是日本賽駒，生涯戰績優秀，曾勝出有馬紀念及杜拜司馬經典賽。

### 血統表
| 父線：金滿寶系（淘金者系）               |                             |               |                  |
| 種馬 金之霸 2014年（棗色）               | 夏威夷王 2001年（棗色）     | 金滿寶        | 淘金者           |
| 種馬 金之霸 2014年（棗色）               | 夏威夷王 2001年（棗色）     | 金滿寶        | Miesque          |
| 種馬 金之霸 2014年（棗色）               | 夏威夷王 2001年（棗色）     | Manfath       | 最後大官         |
| 種馬 金之霸 2014年（棗色）               | 夏威夷王 2001年（棗色）     | Manfath       | Pilot Bird       |
| 種馬 金之霸 2014年（棗色）               | La Dorada 2006年（棕色）    | 吉兆          | Kris S.          |
| 種馬 金之霸 2014年（棗色）               | La Dorada 2006年（棕色）    | 吉兆          | Tee Kay          |
| 種馬 金之霸 2014年（棗色）               | La Dorada 2006年（棕色）    | Lady Blon     | Seeking the Gold |
| 種馬 金之霸 2014年（棗色）               | La Dorada 2006年（棕色）    | Lady Blon     | 風中秀髮         |
| 繁殖雌馬 Admire Miyabi 2014年（灰色）    | 真心呼喚 2001年（棗色）     | 週日寧靜      | Halo             |
| 繁殖雌馬 Admire Miyabi 2014年（灰色）    | 真心呼喚 2001年（棗色）     | 週日寧靜      | Wishing Well     |
| 繁殖雌馬 Admire Miyabi 2014年（灰色）    | 真心呼喚 2001年（棗色）     | Irish Dance   | 東來兵           |
| 繁殖雌馬 Admire Miyabi 2014年（灰色）    | 真心呼喚 2001年（棗色）     | Irish Dance   | Buper Dance      |
| 繁殖雌馬 Admire Miyabi 2014年（灰色）    | Lady Skipper 2007年（灰色） | 大洋船        | French Deputy    |
| 繁殖雌馬 Admire Miyabi 2014年（灰色）    | Lady Skipper 2007年（灰色） | 大洋船        | Blue Avenue      |
| 繁殖雌馬 Admire Miyabi 2014年（灰色）    | Lady Skipper 2007年（灰色） | Like the Wind | 丹山             |
| 繁殖雌馬 Admire Miyabi 2014年（灰色）    | Lady Skipper 2007年（灰色） | Like the Wind | 風中秀髮         |
| 雌系：Highclere系（號族：2-f）           |                             |               |                  |
| 五代內近親交配：風中秀髮 4×4、淘金者 4×5 |                             |               |                  |

## 命名由來
名字中，Admire（アドマイヤ）為馬主近藤旬子之冠名，帶有仰慕、讚賞、尊重等意思；Terra（テラ）於拉丁語中，意思為「地球」，香港結合兩部分，以「地球頌」作為翻譯。

## 外部連結
- 地球頌 netkeiba.com
- 地球頌